# Coenagrion caerulescens
Coenagrion caerulescens là một loài chuồn chuồn kim trong họ Coenagrionidae.
Loài này được xếp vào nhóm Loài ít quan tâm trong sách Đỏ của IUCN năm 2007. Chúng phân bố ở Algérie, Maroc, Tunesi, Tây Ban Nha, Bồ Đào Nha, Pháp và Italia.
Coenagrion caerulescens được miêu tả khoa học năm 1838 bởi Fonscolombe.